# Норт-Лейк
Норт-Лейк (англ. North Lake) — парафія в Канаді, у провінції Нью-Брансвік, у складі графства Йорк.

## Населення
За даними перепису 2016 року, парафія нараховувала 233 особи, показавши скорочення на 4,1%, порівняно з 2011-м роком. Середня густина населення становила 0,5 осіб/км².
З офіційних мов обидвома одночасно володіли 15 жителів, тільки англійською — 220. Усього 10 осіб вважали рідною мовою не одну з офіційних.
Працездатне населення становило 36,4% усього населення, усі були зайняті. 75% осіб були найманими працівниками, а 18,8% — самозайнятими.

## Клімат
Середня річна температура становить 4,7°C, середня максимальна – 23,5°C, а середня мінімальна – -17,3°C. Середня річна кількість опадів – 1 092 мм.
| Клімат поселення                              | Клімат поселення | Клімат поселення | Клімат поселення | Клімат поселення | Клімат поселення | Клімат поселення | Клімат поселення | Клімат поселення | Клімат поселення | Клімат поселення | Клімат поселення | Клімат поселення | Клімат поселення |
| Показник                                      | Січ.             | Лют.             | Бер.             | Квіт.            | Трав.            | Черв.            | Лип.             | Серп.            | Вер.             | Жовт.            | Лист.            | Груд.            |                  |
| Середній максимум, °C                         | −4,49            | −3               | 2,79             | 9,82             | 16,84            | 21,87            | 23,54            | 22,70            | 17,44            | 11,36            | 5,19             | −2,5             |                  |
| Середня температура, °C                       | −10,88           | −9,38            | −3,59            | 3,42             | 10,45            | 15,48            | 19,06            | 18,22            | 12,95            | 6,86             | 0,69             | −7               |                  |
| Середній мінімум, °C                          | −17,28           | −15,78           | −10              | −2,96            | 4,05             | 9,09             | 14,56            | 13,72            | 8,46             | 2,36             | −3,81            | −11,48           |                  |
| Норма опадів, мм                              | 92               | 67               | 82               | 88               | 94               | 90               | 97               | 94               | 95               | 91               | 105              | 97               |                  |
| Середньомісячна швидкість вітру, м/с          | 3.51             | 3.63             | 3.88             | 3.72             | 3.40             | 3.00             | 2.70             | 2.56             | 2.82             | 3.18             | 3.41             | 3.46             |                  |
| Середньомісячна сонячна радіація, кДж/м²·день | 5180             | 8337             | 12070            | 15580            | 18371            | 20309            | 19810            | 17658            | 13125            | 8350             | 4962             | 4130             |                  |
| --------------------------------------------- | ---------------- | ---------------- | ---------------- | ---------------- | ---------------- | ---------------- | ---------------- | ---------------- | ---------------- | ---------------- | ---------------- | ---------------- | ---------------- |
| Джерело:                                      |                  |                  |                  |                  |                  |                  |                  |                  |                  |                  |                  |                  |                  |